# Viatcheslav Djavanian
Viatcheslav Djavanian (nascido em 5 de abril de 1969) é um ex-ciclista profissional soviético, de Armênia e Rússia. Ganhou a Volta à Polônia em 1996.